# Pierre Baltazar Fournier
Pour les articles homonymes, voir Baltazar et Fournier (nom de famille).
Pierre Baltazar, dit P. B. Fournier, né le 24 mars 1802 aux Hayes (Loir-et-Cher) et mort le 24 mars 1870 à Paris, est un peintre, enseignant, responsable associatif et homme de lettres français.

## Biographie
Né de parents inconnus le 3 Germinal de l'an X de la République (24 mars 1802), Pierre Baltazar est placé en nourrice chez les Doré, aux Hayes.
Le 11 mars 1837, Pierre Baltazar dit Fournier, artiste peintre demeurant au no 46 de la rue Laffitte, à Paris, épouse Marie-Félicie Latizeaux, institutrice. Disciple de l'abbé Gaultier, P. B. Fournier devient également professeur et donne des cours à des jeunes filles et à de futures institutrices.
Membre de plusieurs sociétés savantes, artistiques et philanthropiques, il se voit confier des responsabilités dans plusieurs d'entre-elles : il est notamment secrétaire général puis président de l'Athénée des arts, secrétaire général de la Société des crèches du département de la Seine, vice-président puis secrétaire général de la Société pour l'instruction élémentaire, membre du conseil de la Société philotechnique, président de la Société libre des beaux-arts de Paris (8 fois entre 1862 et 1870),, et secrétaire général puis président de la Société protectrice des animaux (1868-1870),.
Il meurt en son domicile du no 57 de la rue Galilée le 24 mars 1870.